# Casper von Folsach
Casper von Folsach, född den 30 mars 1993 i Gentofte, är en dansk tävlingscyklist.
Han tog OS-brons i lagförföljelse i samband med de olympiska tävlingarna i cykelsport 2016 i Rio de Janeiro.